# Алдан Маадыр
Восстание 60-ти богатырей (тув. Алдан Маадыр — 60 богатырей) — одно из наиболее крупных выступлений в истории тувинского национально-освободительного движения против маньчжуро-китайской власти.

## Ход восстания
Восстание проходило в 1883—1884 годах в долине реки Хемчик и было направлено против колониального и феодального гнёта. Руководителями были араты Самбажык, Кожагар-Комбулдай и мелкий чиновник Дажыма. Общее количество непосредственных участников доходило до 300 человек.
Доведённые до крайней нищеты и глубокого отчаяния поборами и налогами, араты со всех хошуунов подняли движение сопротивления, центром которого стала долина реки Хемчик.
Приведённые выписки из воспоминаний показывают, что дело началось с простого разбоя группы аратов, которые, ища выход из тяжёлого материального положения, созданного голодом, нанялись к нойонам. Отказавшиеся явиться на суд и ушедшие в степь Оргу-Шоль люди Самбажика и Дажима поселились на горе Кара-Даг, 10 км к западу от реки Хемчик. К их группе скоро присоединилась другая, состоявшая из четырёх человек. Эту группу возглавлял Кожагар-Комбулдай, который отказался выполнять указание своего нойона в очередной раз красть скот. Повстанцы были вооружены луками и стрелами, кремневыми ружьями, порох и пули для которых изготавливали сами. Кроме того, привязывая острые ножи к шестам, использовали их как пики. Так они создали военный лагерь. Неоднократно правители и чиновники двух хемчикских хошуунов пытались уговорить их вернуться в свои стойбища и помириться с властями. Но участники восстания отвечали так: «Пока не перебьём всех нойонов и чиновников, мы не остановимся»; «Чем быть под вашей властью, мы сделаем Кара-Даг ханом, а Оргу-Шоль (степь у подножия Кара-Дага) – троном».
Восставшие намеревались освободить из-под власти тувинских чиновников и маньчжуро-китайских завоевателей два самых многочисленных хошуна Тувы и установить в них свою власть. Они совершали налёты на феодалов и торговцев, угоняли у них скот и раздавали беднякам.
Осенью 1884 года всетувинский староста — амбын-нойон — провёл мобилизацию населения во всех хошунах, где не было восстания. Созданный Империей Цин карательный отряд в составе 300 человек во главе с чиновником Торлуком двинулся в Сут-Холь для подавления восстания. Он двинулся от ставки амбын-нойона в Самагалтае через Хан-Кагайты в Сут-Холь для подавления восстания. В ноябре 1884 г. восставшие, узнав о создании карательного отряда, выступили из своего лагеря и двинулись к ставке монгольского дарги — правителя Бээзи – Вошупа. Они без труда арестовали этого чиновника и в течение 8 дней продержали его на Оргу-Шоле. А затем Участники восстания направились к ставке правителя другого хемчикского хошуна — Даа-хошуна —Дугара. Дугар, заранее узнав о намерении восставших его арестовать, усилил личную вооруженную охрану и устроил вместе с подоспевшим карательным отрядом засаду.
В ноябре 1884 года восстание было подавлено. Всех пленных свезли к устью Чыргакы, подвергли пыткам. В марте 1885 года были казнены в Улясутае 43 активных участника восстания. Головы казнённых по распоряжению улясутайского цзянь-цзюня перевезли в Туву (а конкретнее у горы Кара-Даг) и выставили на шестах у больших дорог и перевалах Хондергей, Адар-Тош для устрашения людей.

## Увековечивание
- 11 мая 1941 года Протоколом № 19 заседания Президиума Малого Хурала Тувинской Народной Республики было принято решение изменить официальное именование национально-освободительного движения – Восстание «60 беглецов» (Алдан дургун), как их называли ранее, на Восстание «60 богатырей» (Алдан-Маадыр).
- В тувинской историографии образ 60-ти богатырей был поэтизирован и стал символом национальной солидарности.
В честь участников назван один из посёлков Тувы. Памяти восстания посвящено несколько скульптурных композиций. Имя «Алдан Маадыр» присвоено Национальному музею Республики Тыва.
- Недалеко от села Алдан-Маадыр в Сут-Хольском районе Республики Тыва в степи возвышается стела, сделанная в виде колчана для стрел. Она была установлена к 100-летию памятного народного восстания. На ней – имена 68 казнённых аратов-участников восстания, местом погребения которых считается данная местность.
- В 1992 году на Свердловской киностудии была снята историческая кинодрама. С этнографической точностью в фильме воссозданы патриархальный быт тувинцев, их нравы и обычаи. Режиссер киноленты - Барас Халзанов. В ролях: Борис Ооржак, Александр Ондар, Эзир-Оол Монгуш, Марат Даржан.